# Холокост в Щучинском районе
Холокост в Щу́чинском районе — систематическое преследование и уничтожение евреев на территории Щучинского района Гродненской области оккупационными властями нацистской Германии и коллаборационистами в 1941—1944 годах во время Второй мировой войны, в рамках политики «Окончательного решения еврейского вопроса» — составная часть Холокоста в Белоруссии и Катастрофы европейского еврейства.

## Геноцид евреев в районе

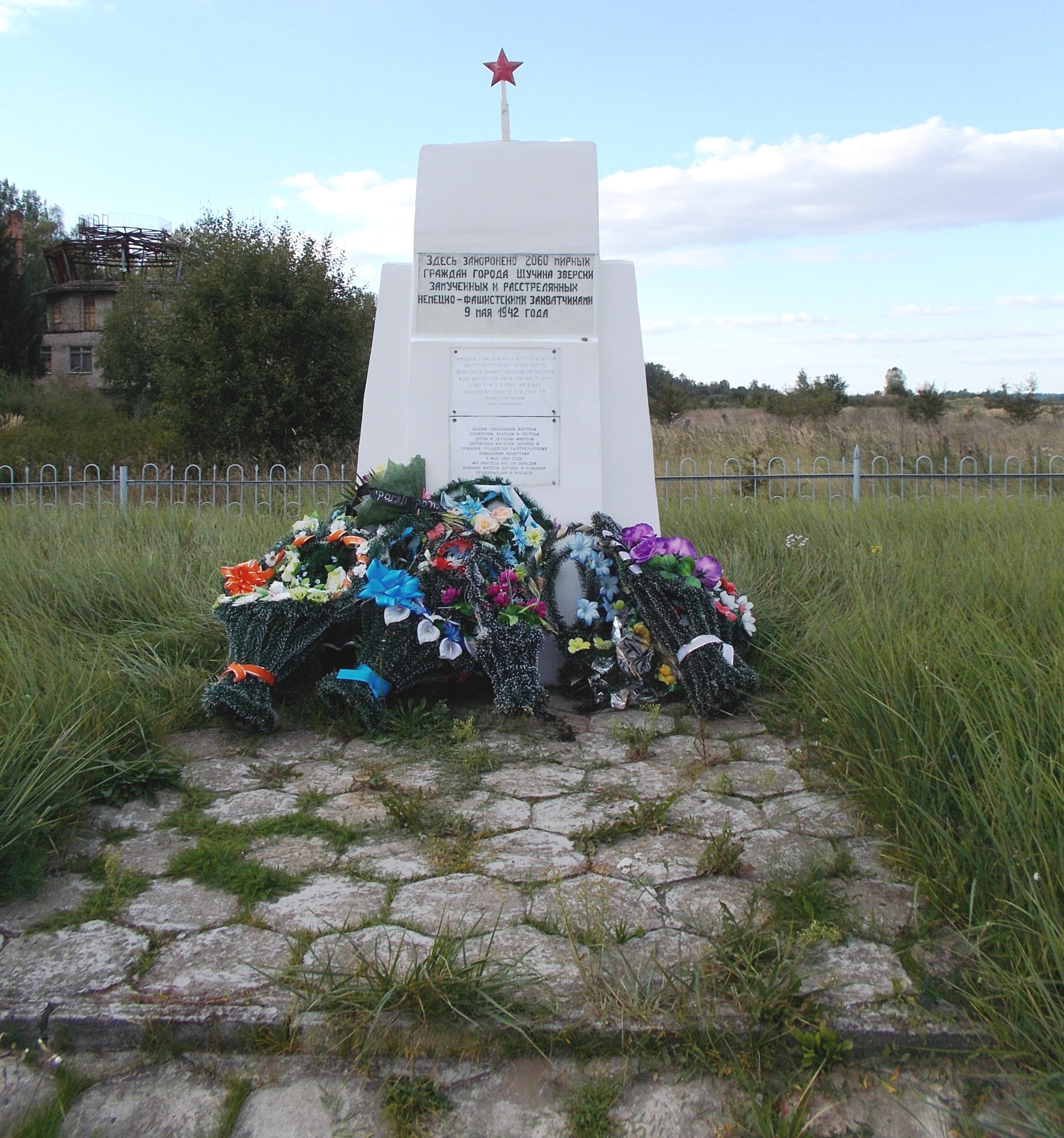
Памятник убитым евреям Рожанки и Щучина

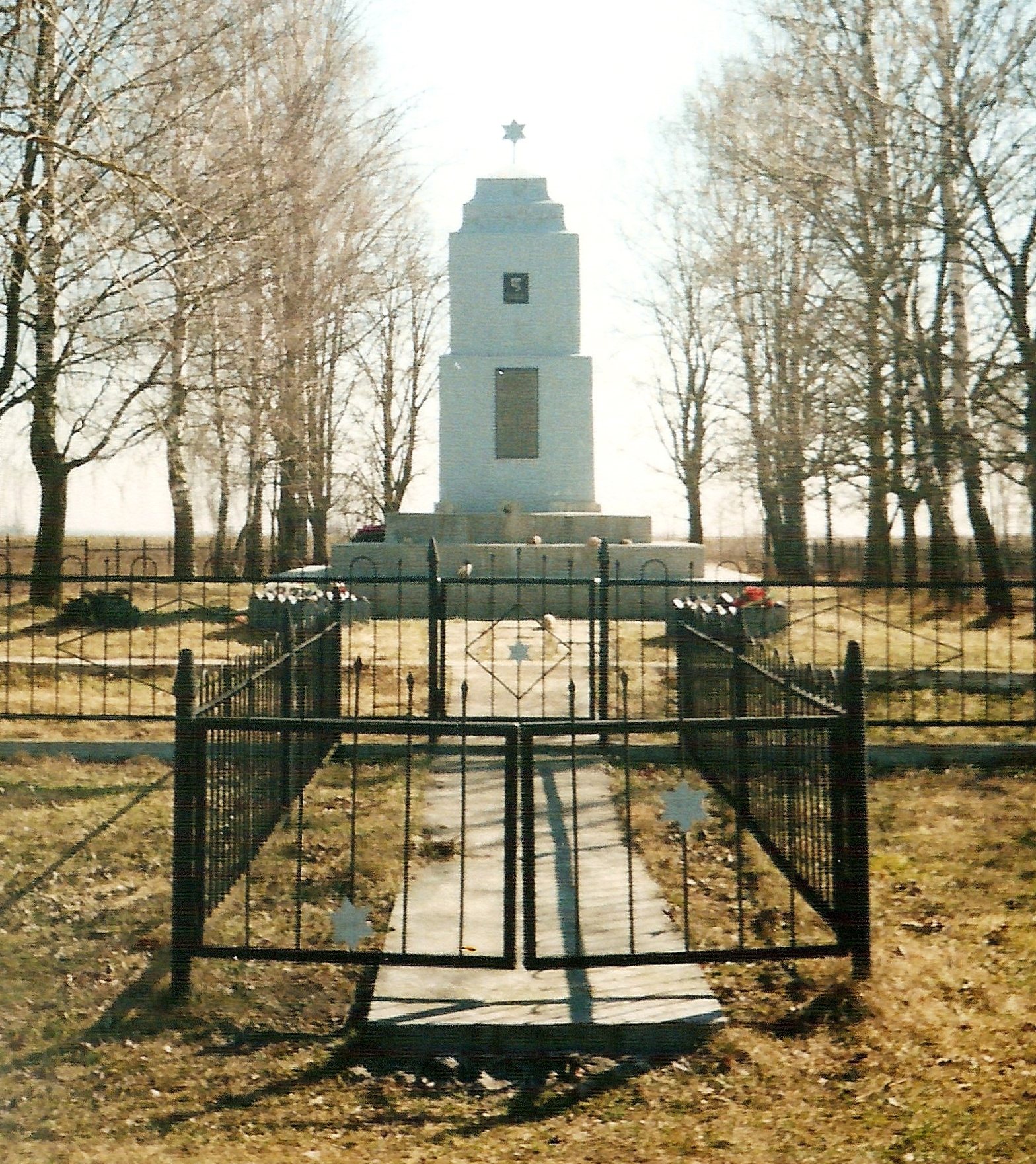
Памятник евреям Желудка

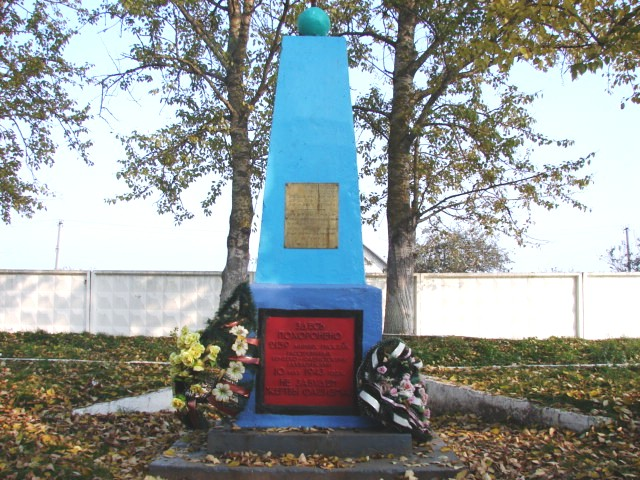
Памятник евреям Василишек

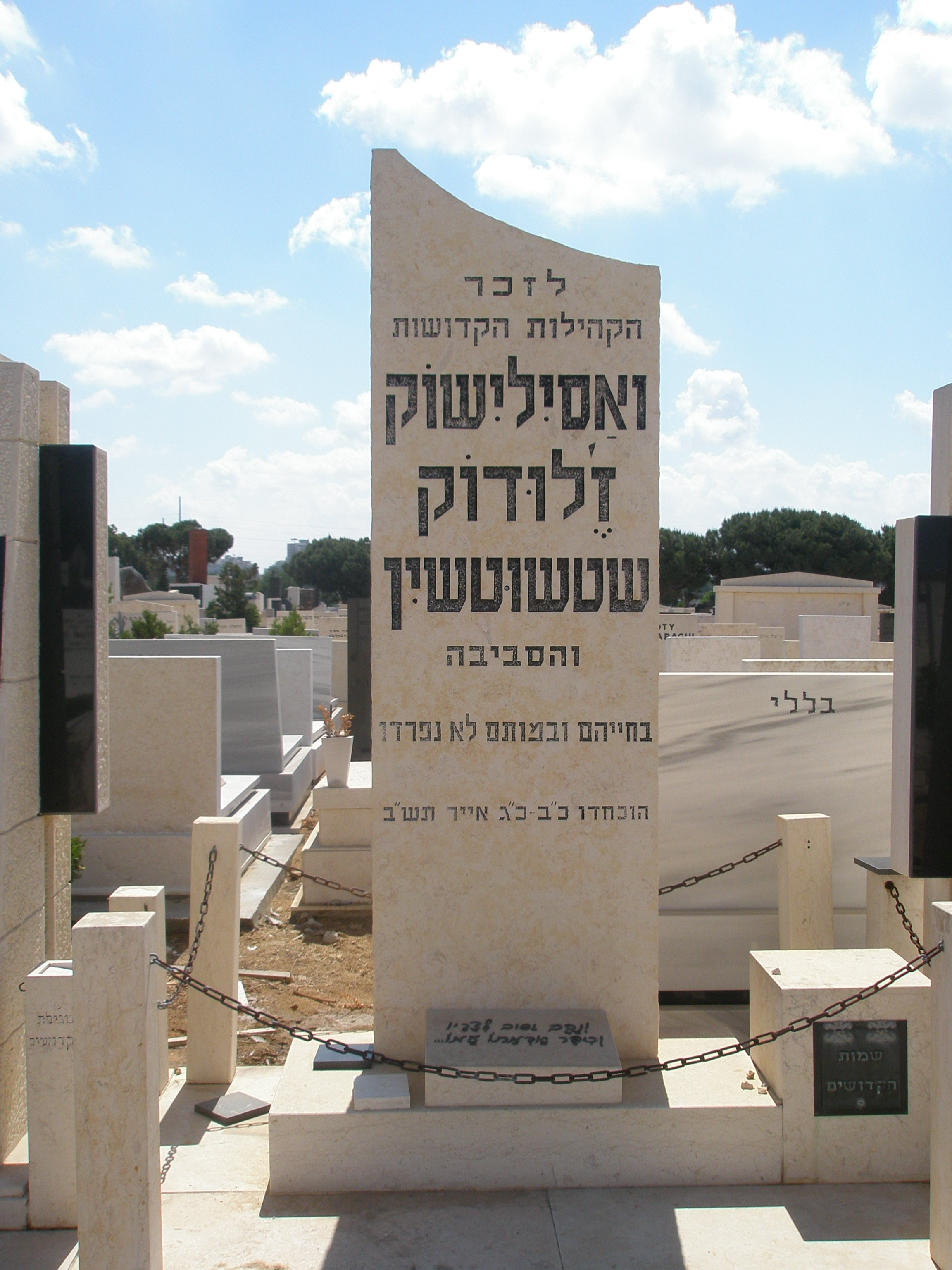
Символический памятник евреям Василишек, Желудка и Щучина на мемориальном кладбище в Холоне

Щучинский район был полностью оккупирован немецкими войсками в июне 1941 года, и оккупация продлилась более трёх лет — до 13 июля 1944 года. Нацисты включили Щучинский район большей частью — в Рейхскомиссариат Остланд генерального округа Белорутения, и частью — в состав территории, административно отнесённой в состав округа Белосток провинции Восточная Пруссия.
Вся полнота власти в районе принадлежала зондерфюреру — немецкому шефу района, который подчинялся руководителю округи — гебитскомиссару. Во всех крупных деревнях района были созданы районные (волостные) управы и полицейские гарнизоны из белорусских и польских коллаборационистов.
Для осуществления политики геноцида и проведения карательных операций сразу вслед за войсками в район прибыли карательные подразделения войск СС, айнзатцгруппы, зондеркоманды, тайная полевая полиция (ГФП), полиция безопасности и СД, жандармерия и гестапо.
Одновременно с оккупацией нацисты и их приспешники начали поголовное уничтожение евреев. «Акции» (таким эвфемизмом гитлеровцы называли организованные ими массовые убийства) повторялись множество раз во многих местах. В тех населенных пунктах, где евреев убили не сразу, их содержали в условиях гетто вплоть до полного уничтожения, используя на тяжелых и грязных принудительных работах, от чего многие узники умерли от непосильных нагрузок в условиях постоянного голода и отсутствия медицинской помощи.
За время оккупации практически все евреи Щучинского района были убиты. Самые массовые убийства произошли в Щучине, Василишках, Желудке, Острино, Рожанке, Первомайской. Немногие спасшиеся в большинстве своём воевали впоследствии в партизанских отрядах.

## Гетто
Оккупационные власти под страхом смерти запретили евреям снимать желтые латы или шестиконечные звезды (опознавательные знаки на верхней одежде), выходить из гетто без специального разрешения, менять место проживания и квартиру внутри гетто, ходить по тротуарам, пользоваться общественным транспортом, находиться на территории парков и общественных мест, посещать школы.
Немцы, реализуя нацистскую программу уничтожения евреев, создали на территории района 5 гетто.
- В гетто в деревне Василишки (лето 1941 — 10 мая 1942) были убиты около 2200 евреев.
- В гетто в посёлке Желудок (лето 1941 — 9 мая 1942) были убиты около 2000 евреев.
- В гетто в посёлке Острино (лето 1941 — ноябрь 1942) были убиты около 2000 евреев.
- В гетто посёлка Щучин (сентябрь 1941 — 17 сентября 1943) были убиты до 3000 евреев.

### Гетто в Каменке
В деревне Каменка, оккупиррованной в конце июня 1941 года, было создано гетто, куда согнали также и евреев из ближайших деревень.
3 марта (в феврале) 1943 года оставшихся в живых 417 узников через транзитный лагерь в Колбасино депортировали в лагерь смерти Освенцим. Перед депортацией, 28 февраля 1943 года, были убиты 16 евреев. Часть узников смогли убежать и присоединиться к партизанам.

## Случаи спасения и «Праведники народов мира»
В Щучинском районе 14 человек были удостоены почетного звания «Праведник народов мира» от израильского мемориального института «Яд Вашем» «в знак глубочайшей признательности за помощь, оказанную еврейскому народу в годы Второй мировой войны»:
- Задарновская Ирена — за спасение семьи Переворских в Желудке[23];
- Габис Антонина — за спасение Кравец Этель и её семьи в деревне Глиничи[24];
- Яцевич Елена, Чеслав и Элла, Савко (Яцевич) Ядвига — за спасение Цвии Блох, Исера Шварц с дочерью Голдой, и Лейба Гордона в деревне Сологубовцы[25];
- Ожинская Ева — за спасение Розы и Анны Холес в деревне Шейбаки;
- Корнецкая (Ивановская) Анна, Ивановская Сабина, Скиндерова-Ивановская Хелена, Данилевич Адольф — за спасение Эммы Альтберг и Марии Альтберг-Арнольдовой в деревне Головичполе[26];
- Толочко Михаил, Стефанида и Мария — за спасение семей Зачепинских и Белодворских в деревне Старовщина[27].

## Память
Опубликованы неполные списки убитых евреев Щучинского района.
Памятники жертвам геноцида евреев района установлены в Щучине, Василишках, Желудке и Острино.